# Eyiaba
Eyiaba is een kevergeslacht uit de familie van de boktorren (Cerambycidae). De wetenschappelijke naam van het geslacht werd voor het eerst geldig gepubliceerd in 2004 door Galileo & Martins.

## Soorten
Eyiaba omvat de volgende soorten:
- Eyiaba itapetinga Galileo & Martins, 2004
- Eyiaba picta Galileo & Martins, 2004